# Emma Rossi
Emma Rossi (née le 16 février 1952[réf. nécessaire] et décédée le 20 octobre 2003) est une femme politique saint-Marinaise, ministre de la Défense en 2002.